# Велзен
Велзен (Velsen) — громада, розташована на північному заході Нідерландів (Netherlands) у провінції Північна Голландія (North Holland provinces). Громада розділена Нордзе-каналом (North Sea Canal).
До складу громади входять населені пункти Велзен-Норд (Velsen-Noord), Велзен-Зейд (Velzen-Zuid), Дрігейс (Driheys), Еймейден (Jmuiden), Сантпорт-Зейд (Sunport-Zuid), Сантпорт-Норд (Sunport-Noord), Велзербрук (Velserbruk) та Венло (Venlo). Узбережжя омивається водами Північноморського каналу (Noordzeekanaal).

## Історія
З 1967 року входить в міську агломерацію з Бевервейком (нід. Beverwijk): загальне населення 136 тис. чол. (1968).

## Транспорт
У Велзені є такі сполучення через канал Північного моря:
- Залізничний тунель між залізничними станціями Дріхейс (нід. Driehuis) і Бевервейк (нід. Beverwijk).
- Дорожні тунелі, з півночі на південь: Вейкерський, Велсер поруч із залізничним тунелем.
- Пором
- Залізничні станції: Дріхейс, Сантпорт та ін.

## Знамениті люди
- Святий Енгельмунд Велзенський ( — помер близько 739) — місіонер англійського походження у Фризії
- Підполковник Томас Колклаф Ватсон В. К. (1867, Велзен — 1917) — лауреат Хреста Вікторії
- Ян ван дер Хув (1878, Сантпорт — 1952) — голландський офтальмолог, який описав синдром Ваарденбурга 1916 року
- Карел Ніссен (1895, Велзен — 1967) — фізик-теоретик, вивчав квантову механіку
- Йооп Додерер (1921, Велзен — 2005) — голландський актор, який зіграв Свібертьє
- Енні Палмен (1926, Еймейден — 2000) — співачка, брала участь у конкурсі Євробачення 1963 року.
- Ганс де Бур (нар. 1937, Велзен) — нідерландський політик у відставці та колишній міністр
- Корнеліс Врісвейк (1937, Еймейден — 1987) — шведський співак, автор пісень, поет і актор
- Пім Фортейн (1948, Дріхейс — 2002) — суперечливий політик, який був убитий
- Ян Луйтен ван Занден (нар. 1955, Еймейден) — нідерландський економічний історик і вчений
- Пітер Класхорст (нар. 1957, Сантпорт) — нідерландський художник, скульптор і фотограф.
- Ганс ван де Вен (нар. 1958, Велзен) — науковець з новітньої історії Китаю
- Бернард Беркхаут (нар. 1961, Сантпорт) — сімейний лікар і джазовий кларнетист
- Франк Вервінд (нар. 1964) — нідерландський політик, мер Велзена з 2009 до 2015 року
- Сіс Крійнен (нар. 1969, Велзен) — нідерландський художник і театральний актор
- Марі-Хозе ван дер Колк (нар. 1974, Еймейден) — сценічний псевдонім Луна, співачка, автор пісень і танцівниця
- Леннеке Руйтен (́нар. 1984, Велзен) — нідерландське сопрано

### Спортсмени
- Адріан де Гроот (1914, Санпорт — 2006) — нідерландський шаховий майстер і психолог.
- Герріт Вортінг (1923, Велзен — 2015) — голландський шосейний велосипедист, срібний призер літніх Олімпійських ігор 1948 року.
- Ельтйо Шуттер (нар. 1953, Дріхейс) — голландський десятиборець, брав участь у літніх Олімпійських іграх 1976 року.
- Ілья Кейзер (нар. 1944, Еймейден) — бігун на середні дистанції, брав участь на літніх Олімпійських іграх 1968 та 1972 років.
- Інгрід Харінга (нар. 1964, Велзен) — офіцер поліції, колишня фігуристка та велосипедистка
- Йоель Вельтман (нар. 1992, Еймейден) — нідерландський професійний футболіст, який провів 160 матчів за «Аякс».
- Лінда Болдер (нар. 1988, Велзербрук) — голландська олімпійська дзюдоїстка з Ізраїлю
- Ольга Командор (нар. 1958, Велзен) — легкоатлетка, брала участь у літніх Олімпійських іграх 1984 року
- Піт Хюйг (1951—2019) — нідерландський футболіст, гравець 349 клубних матчів у клубі «Харлем».
- Рене Бот (нар. 1978, Велзен) — футболіст у відставці, який провів 262 матчі за клуби за Де Граафшап
- Ронні ван Ес (нар. 1978, Велзен) — нідерландський футболіст на пенсії з 380 матчами за клуби.
- Стелла де Хей (нар. 1968, Дріхейс), колишній воротар з хокею на траві, командний бронзовий призер літніх Олімпійських ігор 1996 р.